# Dieter Glemser
Dieter Glemser, född 28 juni 1938 i Kirchheim unter Teck, Baden-Württemberg, är en tysk racerförare.
Glemser började köra rally med en Porsche 356 och vann Polska rallyt 1963 med en Mercedes-Benz 220SE. Från mitten av 1960-talet körde han sportvagnsracing för Porsche.
Sina största framgångar nådde Glemser i standardvagnsracing. Han blev europamästare 1971 och vann sedan Deutsche Rennsport Meisterschaft två år i rad 1973 och 1974.

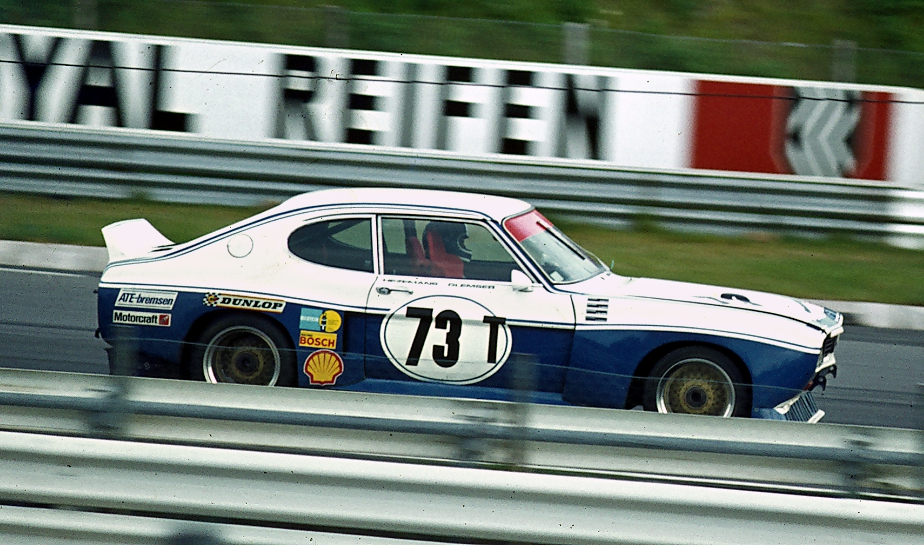
Dieter Glemser i en Ford Capri på Nürburgring 1974.